# الحديقة النباتية في بورصة

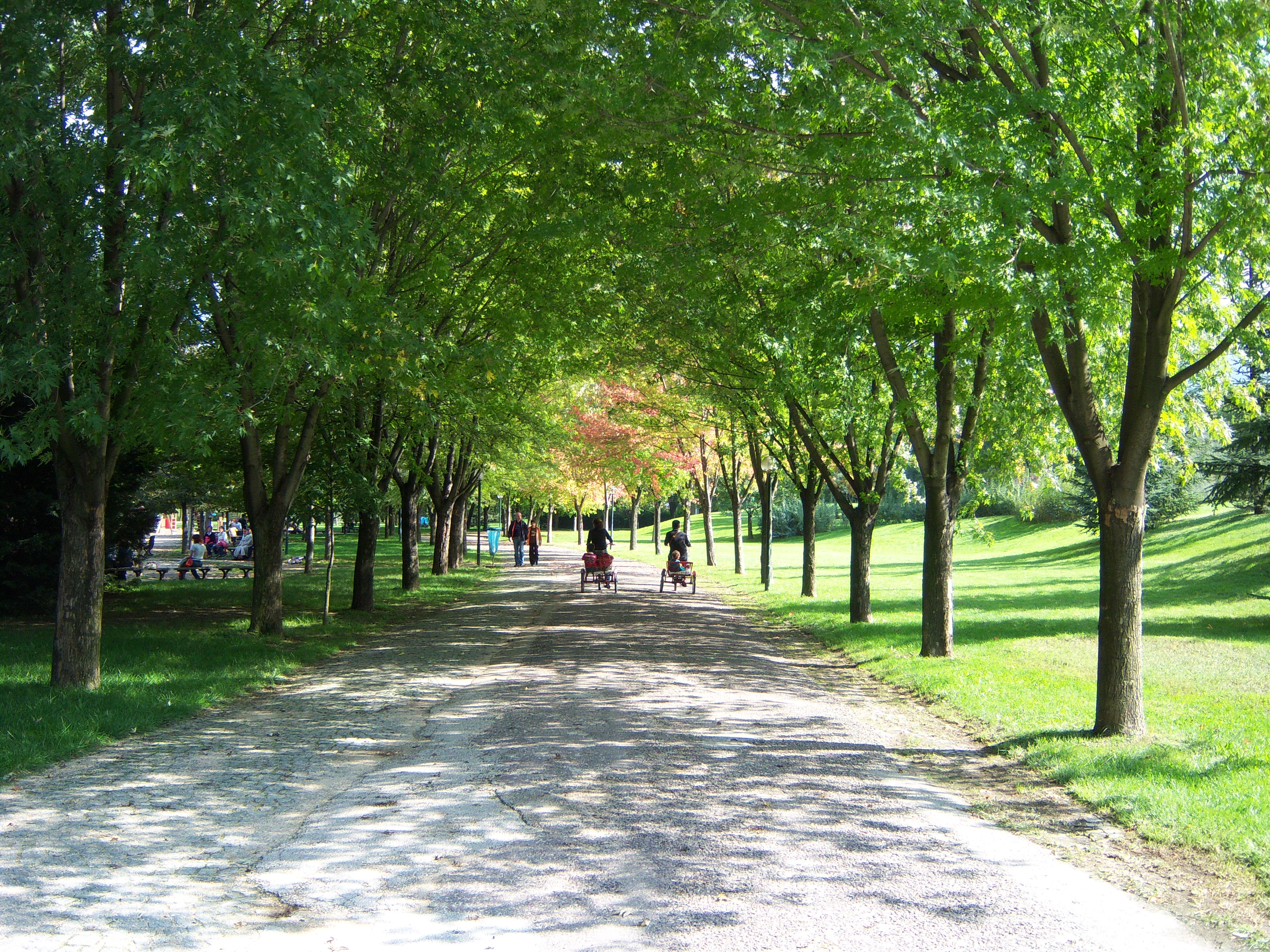

هي حديقة نباتية تأسست وافتتحت بين عامي 1995 و 1998 .
تقع هذه الحديقة النباتية والترفيهية على جانب الطريق بين أزمير وإسطنبول في مدينة بورصا، بالقرب من حديقة الحيوانات.
وهي تضم انماطا من الحدائق:-
- الحديقة اليابانية
- الحديقة الفرنسية
- الحديقة الإنجليزية
- المشتل،150 نوع من الاشجار
- حديقة الورود مع 26 نوع من الورود.
- بحيرة

وهناك أيضا مرافق رياضية لممارسة الرياضة والترفيه كالتنس، وكرة القدم، ومسارات للدراجات الهوائية.